# Cristo flagelado (Ribera)
Cristo flagelado es una pintura de óleo sobre lienzo de José de Ribera, datada en 1618 y conservada en la Quadreria dei Girolamini de Nápoles.

## Historia y descripción
La obra, pintada a principios de la estancia del pintor español en Nápoles, hacia 1618, procedería del legado testamentario de 1622 de Domenico Lercaro, sastre y coleccionista de arte que destinó su colección de arte a la Iglesia de los Girolamini, donde se encontraban también otras obras de Ribera, como los cuadros de San Andrés, San Pedro, Santiago el Mayor y San Pablo. Luego es mencionada por primera vez en 1692 por Carlo Celano en la sacristía de la iglesia napolitana, calificándola como obra de Ribera con el título de Ecce Homo, mientras que a partir de la década de 1970 tomó el título de Cristo flagelado.
La escena, caracterizada por un realismo acentuado y una fuerte intensidad emocional, con motivos de claroscuro de clara impronta caravaggista napolitana, retrata específicamente el momento preparatorio de la Pasión de Cristo, es decir, mientras es atado a la columna de la flagelación. La figura de Cristo está casi evidentemente inspirada en la retratada por Caravaggio en su Flagelación de Capodimonte, desde el vestido que lleva hasta la noble compostura con la que el Jesús se prepara para recibir la tortura.
En la Galleria Sabauda de Turín se puede encontrar otra versión autógrafa del cuadro, de menor tamaño (99 × 81 cm) y sin la representación del individuo capaz de atar a Cristo.